# Aldrowanda
Aldrowanda (Aldrovanda L.) – rodzaj roślin mięsożernych z rodziny rosiczkowatych. Do czasów współczesnych przetrwał tylko jeden, występujący w rozproszeniu w Europie, Azji, Afryce i Australii gatunek, obecny także w Polsce – aldrowanda pęcherzykowata (Aldrovanda vesiculosa). Jest on zarazem gatunkiem typowym rodzaju.

## Systematyka
Pozycja systematyczna
Rodzaj współcześnie monotypowy należy do rodziny rosiczkowatych, która wraz z kilkoma rodzinami roślin owadożernych tworzy klad bazalny w obrębie rzędu goździkowców (Caryophyllales). 
Gatunek współczesny
- aldrowanda pęcherzykowata Aldrovanda vesiculosa L.

Opisane gatunki wymarłe
- †Aldrovanda borysthenica
- †Aldrovanda clavata
- †Aldrovanda dokturovskyi
- †Aldrovanda eleanorae
- †Aldrovanda europaea
- †Aldrovanda inopinata
- †Aldrovanda intermedia
- †Aldrovanda kuprianovae
- †Aldrovanda megalopolitana
- †Aldrovanda nana
- †Aldrovanda ovata
- †Aldrovanda praevesiculosa
- †Aldrovanda rugosa
- †Aldrovanda sibirica
- †Aldrovanda sobolevii
- †Aldrovanda unica
- †Aldrovanda zussii